# Course en ligne féminine de cyclisme sur route aux Jeux olympiques d'été de 2016
Navigation
Londres 2012 Tokyo 2020
La course en ligne féminine de cyclisme sur route, épreuve de cyclisme des Jeux olympiques d'été de 2016, a lieu le 7 août 2016 à Rio de Janeiro sur 141 kilomètres. L'arrivée et le départ sont situés au Fort de Copacabana.

## Favorites
La tenante du titre Marianne Vos et sa compatriote Anna van der Breggen sont les favorites parmi les Néerlandaises. L'Américaine Megan Guarnier, en tête de l'UCI World Tour, est attendue. La grimpeuse Mara Abbott est également citée. La Britannique Lizzie Armitstead a marqué les esprits en début de saison et fait des Jeux olympiques son objectif. Elle est donc logiquement l'une des favorites. Elle est néanmoins très critiquée pour avoir manqué à trois contrôles antidopage au cours des deux dernières années. La Suédoise Emma Johansson, en tête du classement UCI, et qui a annoncé réaliser sa dernière année de compétition, est à surveiller. L'état de forme de la Française Pauline Ferrand-Prévot est jugé incertain. Elle fait partie des outsiders,,.

## Programme
Tous les horaires correspondent à l'UTC-3
| Date                 | Horaire | Événement              |
| -------------------- | ------- | ---------------------- |
| Dimanche 7 août 2016 | 10 h 15 | Départ                 |
| Dimanche 7 août 2016 | 16 h 04 | Cérémonie protocolaire |

## Parcours
L'épreuve couvre 141 km. Elle débute au Fort Copacabana, se dirige vers Ipanema, Barra et les plages de la Reserva Maripendi. Elle emprunte ensuite la route côtière. Au kilomètre vingt-quatre, la course arrive sur le circuit de Pontal / Grumari long de 49,6 km qui est réalisé deux fois. Il comporte notamment un secteur pavé de 2 km à son début, les côtes de Grumari (1,3 km, pente moyenne 9,4 %, pente maximale 17 %) et Grota Funda (2,1 km à 6,8 % de pense moyenne). Le parcours reprend la route côtière, cette fois en direction de l'est, pour atteindre le circuit de la Vista Chinesa, long de 25,7 km, à Gávea. L'ascension menant à la Vista Chinesa fait figure de juge de paix de l'épreuve. Elle est longue de 8,9 km et présente une pente moyenne de 6,2 % ainsi que 20 % à son plus fort. Elle est suivie par une descente très technique, voire dangereuse selon Romain Bardet. Douze kilomètres de plat séparent ensuite les coureuses de l'arrivée au Fort Copabana,.

Cartes
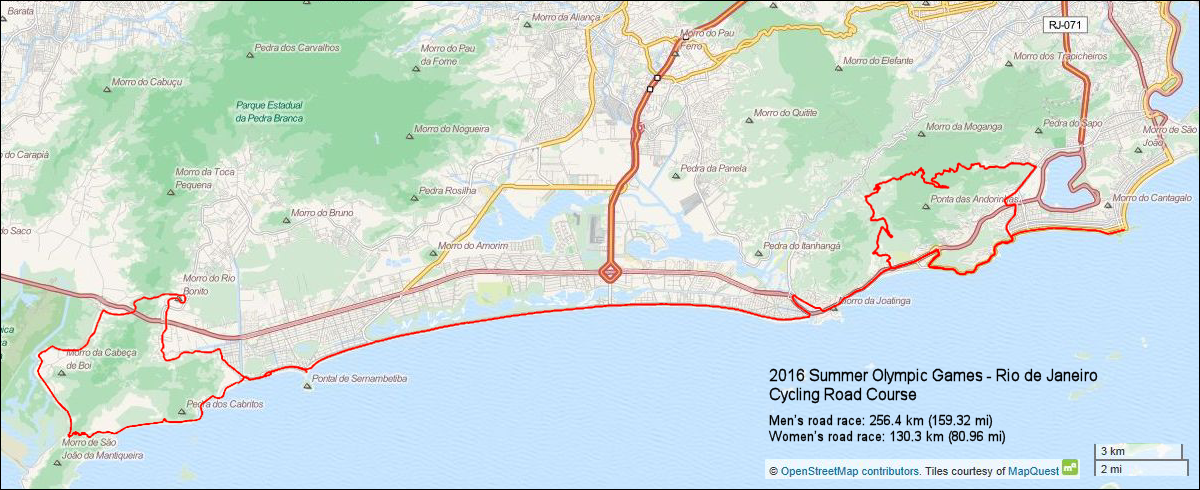
Vue d'ensemble.
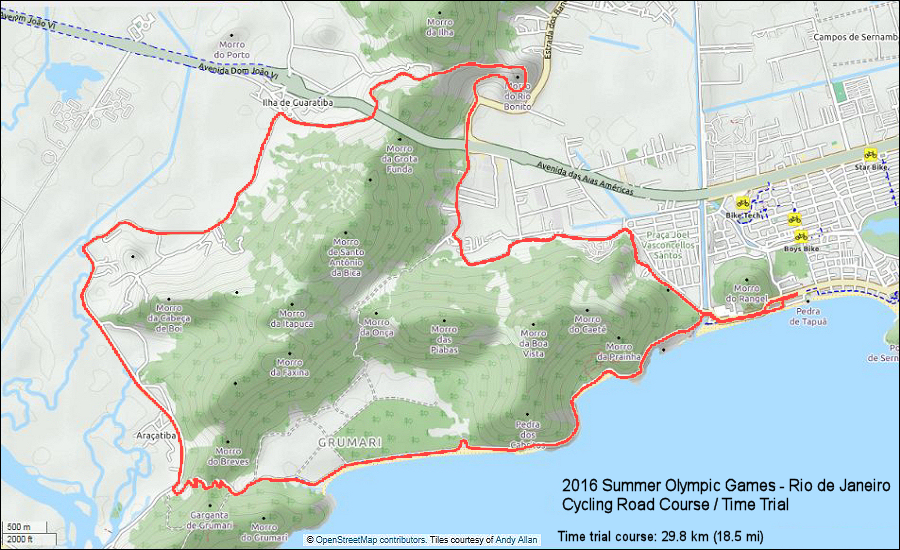
Circuit de Grumari, 24,8 km, parcouru deux fois
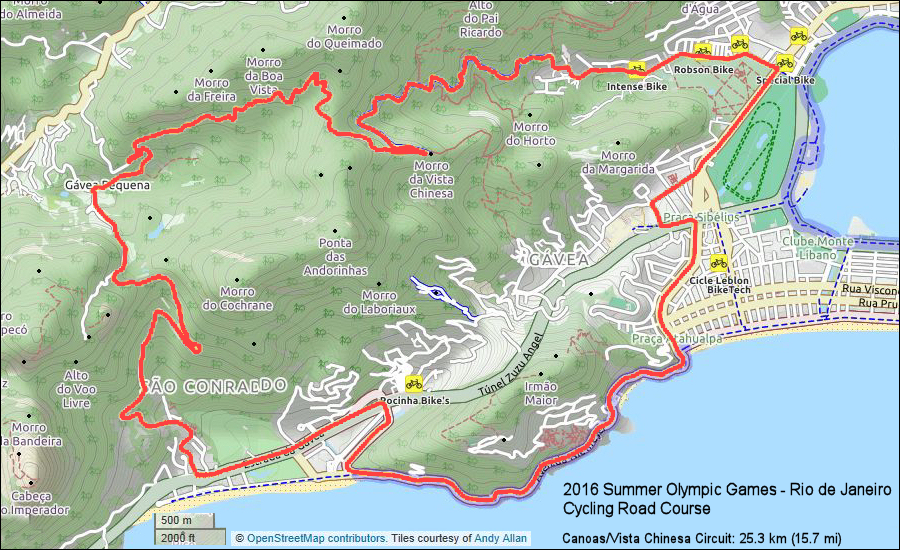
Circuit de Vista Chinesa, 25,7 km, parcouru une fois

## Récit de la course

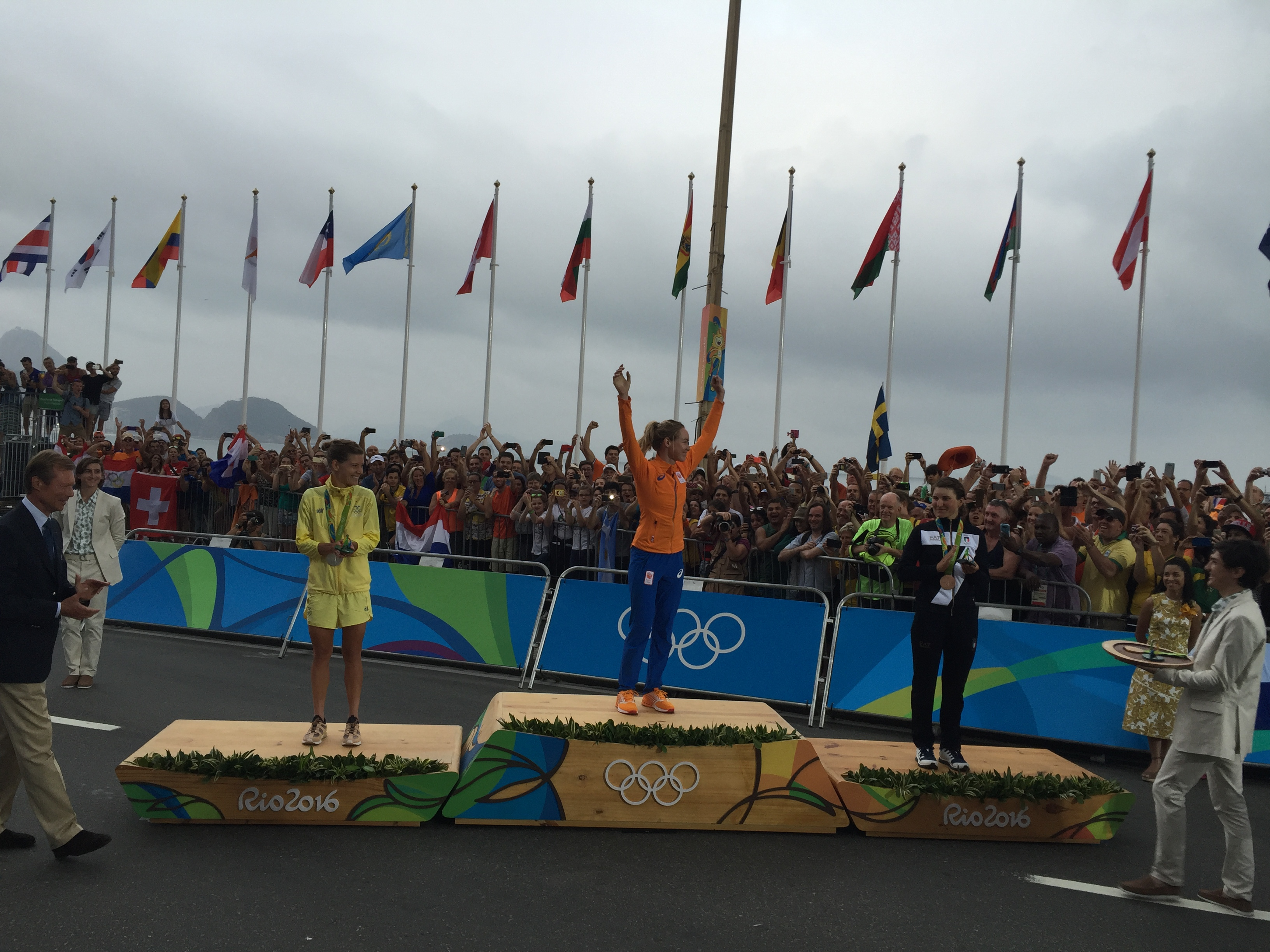
Le podium de l'épreuve.

La Belge Lotte Kopecky est la première à attaquer et creuse une écart de plus de deux minutes sur le peloton. L'Allemande Romy Kasper est un temps en poursuite, mais elle ne parvient pas à boucher l'écart. Ellen van Dijk, Trixi Worrack, Anna Plichta partent ensuite du peloton. Kristin Armstrong, sentant le danger, les rejoint. Emma Pooley tente de revenir avec Gracie Elvin, mais elles sont marquées par Marianne Vos. La Britannique mène ensuite le peloton avec Olga Zabelinskaya. Le groupe van Dijk reprend Lotte Kopecky, mais est immédiatement après repris par le peloton dans l'ascension du Grumari. Le peloton se scinde cependant en deux dans la descente. Marianne Vos, piégée, se voit obliger de réaliser de mener le deuxième groupe pour revenir. À cinquante-cinq kilomètres de l'arrivée, Audrey Cordon attaque seule. Elena Cecchini tente de la rejoindre, mais cela conduit finalement à un regroupement général. Trixi Worrack, souhaitant anticiper la côte de la  Vista Chinesa qui se profile, attaque ensuite de nouveau et est accompagnée par Pauline Ferrand-Prévot, Elena Cecchini, Anisha Vekemans, Małgorzata Jasińska et Gracie Elvin. Ce groupe creuse un écart d'une vingtaine de secondes sur un peloton emmené par Kristin Armstrong. Le groupe arrive au pied du Joá avec une minute quinze d'avance. Une attaque d'Evelyn Stevens permet de réduire l'écart. Dans la montée de la Vista China, Mara Abbott imprime un rythme très élevé qui élimine un par un ses adversaires. Elisa Longo Borghini et Anna van der Breggen placent également des accélérations ce qui distance Evelyn Stevens. À mi-côte, elles ne sont plus que quatre en tête : Elisa Longo Borghini, Mara Abbott, Anna van der Breggen et Annemiek van Vleuten. Emma Johansson est quelques mètres derrière. Jouant le surnombre, Annemiek van Vleuten attaque sur un replat. Mara Abbott est la seule à suivre. Elle tente de décrocher la Néerlandaise sans succès. Au sommet, Annemiek van Vleuten et Mara Abbott comptent vingt-deux secondes d'avance sur  Elisa Longo Borghini, Anna van der Breggen et Emma Johansson. Annemiek van Vleuten mène la descente et distance rapidement Mara Abbott qui se montre très prudente. Dans un virage, la Néerlandaise perd le contrôle de son vélo et tombe sur une des énormes bordures de béton longeant la route. Elle semble inanimée. Mara Abbott est donc seule en tête à la fin de la descente et possède trente-huit secondes d'avance sur ses poursuivantes. Celles-ci coopèrent, en partie pour revenir sur l'Américaine, et en partie pour éviter un retour du groupe de Lizzie Armitstead qui les talonne. Finalement, Elisa Longo Borghini, Anna van der Breggen et Emma Johansson rejoignent Mara Abbott dans les ultimes mètres de l'épreuve. Anna van der Breggen lance le sprint et distance Emma Johansson. Elisa Longo Borghini, qui a mené dans le dernier kilomètre est troisième. Mara Abbott n'ayant pas eu la force de sprinter doit se contenter de la quatrième place. Derrière Lizzie Armitstead s'adjuge la cinquième place.

## Résultats

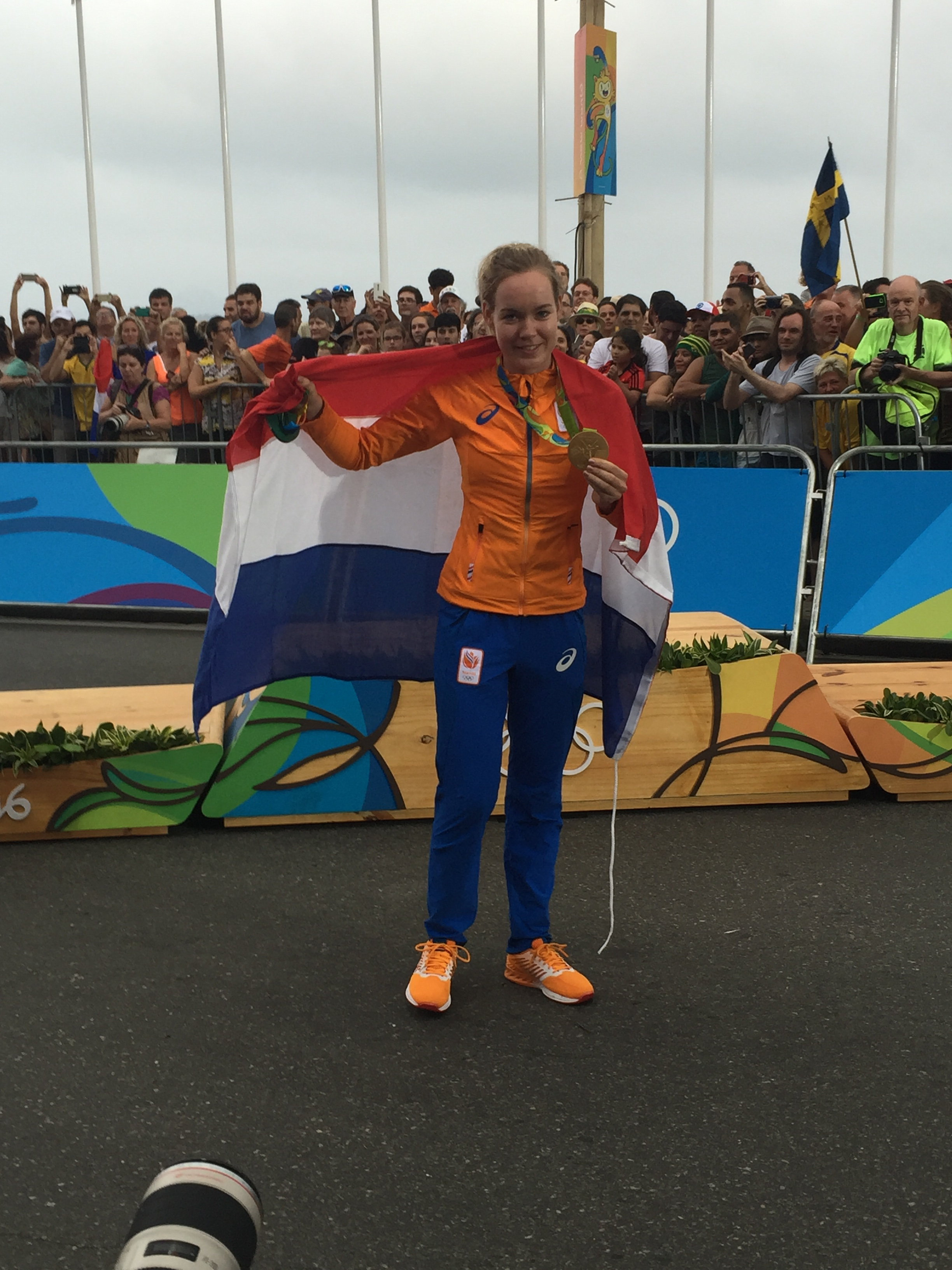
La championne olympique Anna van der Breggen.

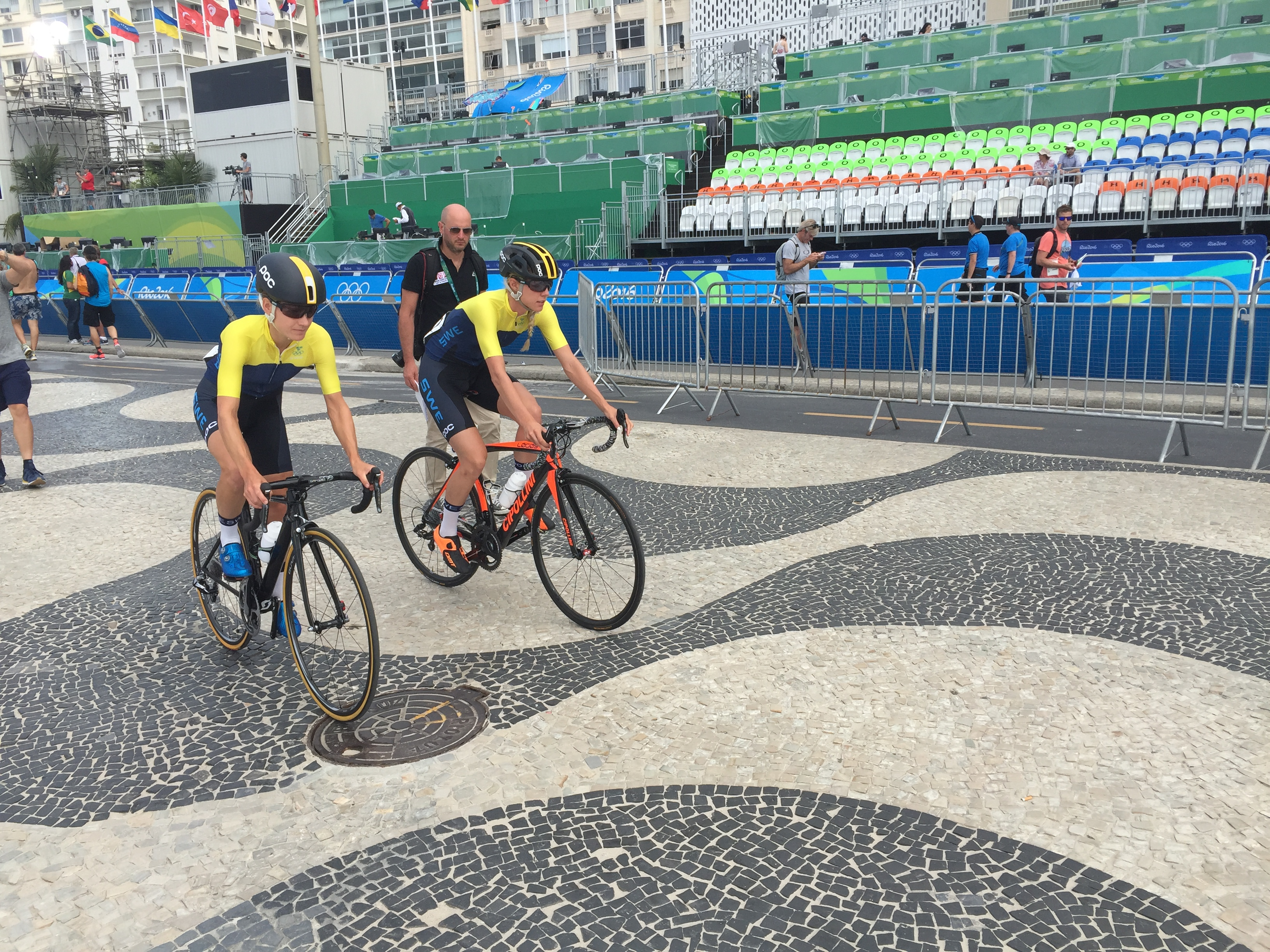
Emma Johansson (à gauche) termine deuxième.

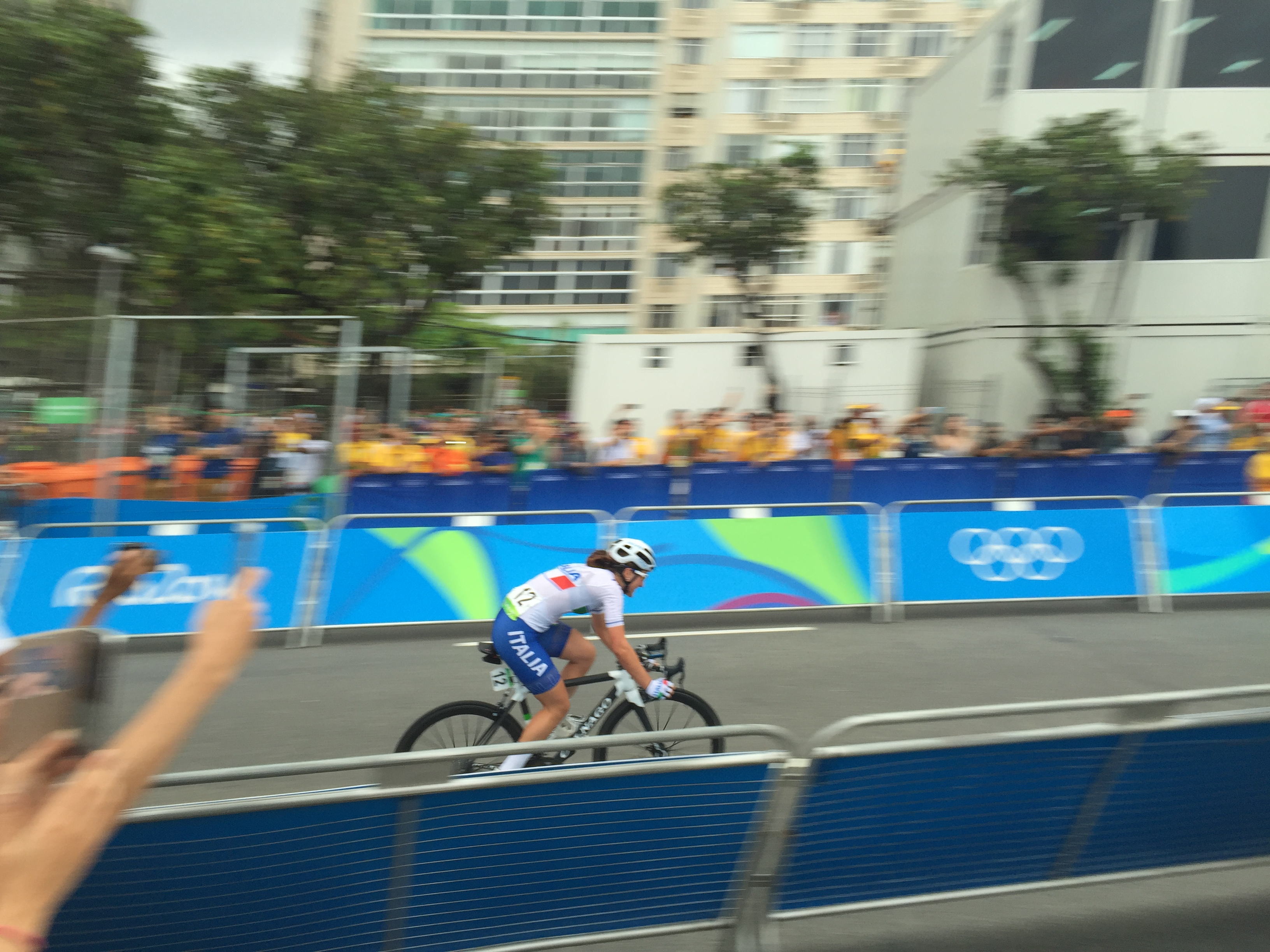
Elisa Longo Borghini se classe troisième.

| Rang            | Coureuse               | Pays             | Temps          |
| --------------- | ---------------------- | ---------------- | -------------- |
|                 | Anna van der Breggen   | Pays-Bas         | 3h 51 min 27 s |
|                 | Emma Johansson         | Suède            | m.t.           |
|                 | Elisa Longo Borghini   | Italie           | m.t.           |
| 4               | Mara Abbott            | États-Unis       | + 4 s          |
| 5               | Lizzie Armitstead      | Grande-Bretagne  | + 20 s         |
| 6               | Katarzyna Niewiadoma   | Pologne          | m.t.           |
| 7               | Flávia Oliveira        | Brésil           | m.t.           |
| 8               | Jolanda Neff           | Suisse           | m.t.           |
| 9               | Marianne Vos           | Pays-Bas         | + 1 min 14 s   |
| 10              | Ashleigh Moolman-Pasio | Afrique du Sud   | m.t.           |
| 11              | Megan Guarnier         | États-Unis       | m.t.           |
| 12              | Evelyn Stevens         | États-Unis       | + 1 min 16 s   |
| 13              | Alena Amialiusik       | Biélorussie      | + 2 min 16 s   |
| 14              | Tatiana Guderzo        | Italie           | + 2 min 19 s   |
| 15              | Amanda Spratt          | Australie        | + 4 min 09 s   |
| 16              | Olga Zabelinskaya      | Russie           | + 4 min 25 s   |
| 17              | Eri Yonamine           | Japon            | + 4 min 56 s   |
| 18              | Christine Majerus      | Luxembourg       | + 5 min 07 s   |
| 19              | Lisa Brennauer         | Allemagne        | m.t.           |
| 20              | Elena Cecchini         | Italie           | m.t.           |
| 21              | Ellen van Dijk         | Pays-Bas         | m.t.           |
| 22              | Rachel Neylan          | Australie        | m.t.           |
| 23              | Linda Villumsen        | Nouvelle-Zélande | m.t.           |
| 24              | Małgorzata Jasińska    | Pologne          | m.t.           |
| 25              | Karol-Ann Canuel       | Canada           | m.t.           |
| 26              | Pauline Ferrand-Prévot | France           | m.t.           |
| 27              | Emilia Fahlin          | Suède            | + 6 min 36 s   |
| 28              | Arlenis Sierra         | Cuba             | m.t.           |
| 29              | Anisha Vekemans        | Belgique         | m.t.           |
| 30              | Na Ah-reum             | Corée du Sud     | m.t.           |
| 31              | Claudia Lichtenberg    | Allemagne        | m.t.           |
| 32              | Polona Batagelj        | Slovénie         | m.t.           |
| 33              | Vita Heine             | Norvège          | + 7 min 07 s   |
| 34              | Daiva Tušlaitė         | Lituanie         | s.t            |
| 35              | Olena Pavlukhina       | Azerbaïdjan      | + 7 min 38 s   |
| 36              | Hanna Solovey          | Ukraine          | + 9 min 35 s   |
| 37              | Audrey Cordon          | France           | + 9 min 37 s   |
| 38              | Leah Kirchmann         | Canada           | + 10 min 02 s  |
| 39              | An-Li Pretorius        | Afrique du Sud   | m.t.           |
| 40              | Cristina Sanabria      | Colombie         | m.t.           |
| 41              | Anna Plichta           | Pologne          | m.t.           |
| 42              | Giorgia Bronzini       | Italie           | + 10 min 06 s  |
| 43              | Trixi Worrack          | Allemagne        | m.t.           |
| 44              | Romy Kasper            | Allemagne        | + 10 min 40 s  |
| 45              | Lotte Kopecky          | Belgique         | m.t.           |
| 46              | Martina Ritter         | Autriche         | m.t.           |
| 47              | Ane Santesteban        | Espagne          | + 11 min 32 s  |
| 48              | Shani Bloch            | Israël           | m.t.           |
| 49              | Gracie Elvin           | Australie        | + 11 min 34 s  |
| 50              | Jennifer Cesar         | Venezuela        | + 11 min 51 s  |
| Hors délai (hd) |                        |                  |                |
| –               | Clemilda Fernandes     | Brésil           | hd             |
| –               | Antri Christoforou     | Chypre           | hd             |
| Abandon (abd)   |                        |                  |                |
| –               | Annemiek van Vleuten   | Pays-Bas         | abd            |
| –               | Kristin Armstrong      | États-Unis       | abd            |
| –               | Katrin Garfoot         | Australie        | abd            |
| –               | Tara Whitten           | Canada           | abd            |
| –               | Nikki Harris           | Grande-Bretagne  | abd            |
| –               | Emma Pooley            | Grande-Bretagne  | abd            |
| –               | Sara Mustonen          | Suède            | abd            |
| –               | Ann-Sophie Duyck       | Belgique         | abd            |
| –               | Chantal Hoffmann       | Luxembourg       | abd            |
| –               | Lotta Lepistö          | Finlande         | abd            |
| –               | Carolina Rodríguez     | Mexique          | abd            |
| –               | Paola Muñoz            | Chili            | abd            |
| –               | Jutatip Maneephan      | Thaïlande        | abd            |
| –               | Vera Adrian            | Namibie          | abd            |
| –               | Milagro Mena           | Costa Rica       | abd            |
| –               | Huang Ting-ying        | Taipei chinois   | abd            |

## Liste de départ
Les sportives suivantes ont été sélectionnées par les différents CNO.
| CNO              | Quota | Participantes                                                            | Ref    |
| ---------------- | ----- | ------------------------------------------------------------------------ | ------ |
| Afrique du Sud   | 2     | An-Li Kachelhoffer Ashleigh Moolman                                      | [ 8 ]  |
| Allemagne        | 4     | Lisa Brennauer Romy Kasper Claudia Lichtenberg Trixi Worrack             | [ 8 ]  |
| Australie        | 4     | Gracie Elvin Katrin Garfoot Rachel Neylan Amanda Spratt                  | [ 8 ]  |
| Autriche         | 1     | Martina Ritter                                                           | [ 8 ]  |
| Azerbaïdjan      | 1     | Olena Pavlukhina                                                         | [ 8 ]  |
| Belgique         | 3     | Ann-Sophie Duyck Lotte Kopecky Anisha Vekemans                           | [ 9 ]  |
| Biélorussie      | 1     | Alena Amialiusik                                                         | [ 8 ]  |
| Brésil           | 2     | Clemilda Fernandes Flávia Oliveira                                       | [ 10 ] |
| Canada           | 3     | Karol-Ann Canuel Leah Kirchmann Tara Whitten                             | [ 11 ] |
| Chili            | 1     | Paola Muñoz                                                              | [ 8 ]  |
| Chypre           | 1     | Antri Christoforou                                                       | [ 8 ]  |
| Corée du Sud     | 1     | Ahreum Na                                                                | [ 8 ]  |
| Colombie         | 1     | Cristina Sanabria                                                        | [ 8 ]  |
| Cuba             | 1     | Arlenis Sierra                                                           | [ 8 ]  |
| Espagne          | 1     | Ane Santesteban                                                          | [ 12 ] |
| États-Unis       | 4     | Mara Abbott Kristin Armstrong Megan Guarnier Evelyn Stevens              | [ 8 ]  |
| Finlande         | 1     | Lotta Lepistö                                                            | [ 13 ] |
| France           | 2     | Pauline Ferrand-Prévot Audrey Cordon                                     | [ 14 ] |
| Grande-Bretagne  | 3     | Lizzie Armitstead Nikki Harris Emma Pooley                               | [ 8 ]  |
| Israël           | 1     | Shani Bloch                                                              | [ 8 ]  |
| Italie           | 4     | Giorgia Bronzini Elena Cecchini Tatiana Guderzo Elisa Longo Borghini     | [ 8 ]  |
| Japon            | 1     | Eri Yonamine                                                             | [ 8 ]  |
| Lituanie         | 1     | Daiva Tuslaite                                                           | [ 8 ]  |
| Luxembourg       | 2     | Chantal Hoffmann Christine Majerus                                       | [ 8 ]  |
| Mexique          | 1     | Carolina Rodriguez                                                       | [ 8 ]  |
| Namibie          | 1     | Vera Adrian                                                              | [ 8 ]  |
| Norvège          | 1     | Vita Heine                                                               | [ 8 ]  |
| Nouvelle-Zélande | 1     | Linda Villumsen                                                          | [ 8 ]  |
| Pays-Bas         | 4     | Marianne Vos Anna van der Breggen Eleonora van Dijk Annemiek van Vleuten | [ 15 ] |
| Pologne          | 3     | Malgorzata Jasinska Katarzyna Niewiadoma Anna Plichta                    | [ 8 ]  |
| Russie           | 1     | -                                                                        | [ 8 ]  |
| Slovénie         | 1     | Polona Batagelj                                                          | [ 8 ]  |
| Suède            | 3     | Emma Johansson Sara Mustonen Emilia Fahlin                               | [ 16 ] |
| Suisse           | 1     | Jolanda Neff                                                             | [ 17 ] |
| Taipei chinois   | 1     | Ting Yong Huang                                                          | [ 8 ]  |
| Thaïlande        | 1     | Jutatip Maneephan                                                        | [ 8 ]  |
| Ukraine          | 1     | Hanna Solovey                                                            | [ 8 ]  |
| Venezuela        | 1     | Jennifer Cesar                                                           | [ 8 ]  |

Hors-délais (hd)
Les règles de l'UCI fixent les délais pour une course d'un jour (article 2.3.039) à 5 % par rapport au vainqueur pour pouvoir être classé.